# Julia Trevelyan Oman
Julia Trevelyan Oman, Lady Strong (Londra, 11 luglio 1930 – Much Birch, 10 ottobre 2003), è stata una costumista e scenografa britannica.

## Biografia
Julia Trevelyan Oman nacque nel quartiere londinese di Kensington nel 1930, figlia di Charles Chichele Oman e Joan Trevelyan e nipote di Sir Charles Oman.
Dopo gli studi al Wimbledon College of Art e al Royal College of Art lavorò assiduamente al cinema, teatro e televisione. Dal 1955 al 1967 lavorò per la BBC, ma il suo sodalizio con coreografi di spicco la portò a lavorare spesso alla Royal Opera House, dove disegnò scenografie e costumi per i balletti di Frederick Ashton Enigma Variations (1968) e A Month in the Country (1976) e di un allestimento de Lo schiaccianoci di Peter Wright portato al debutto nel 1984 e ancora nel repertorio del Royal Ballet. Inoltre è stata scenografa e costumista dell'Onegin di John Cranko al suo esordio londinese nel 1971 e disegnò scene e costumi per La bohème (1974) e Il pipistrello (1977) al Covent Garden. Inoltre ha lavorato per compagnie di alto profilo come la Royal Shakespeare Company, il National Theatre e il Festival Glyndebourne. Nel 1971 fu consulente artistica per il film Cane di paglia di Sam Peckinpah.
Nel 1971 sposò lo storico d'arte Roy Strong; quando Strong ricevette il cavalierato nel 1982 la moglie ottenne il titolo di Lady Strong. È morta all'età di 73 anni a causa di un tumore del pancreas.

## Filmografia (parziale)
- I seicento di Balaklava (The Charge of the Light Brigade), regia di Tony Richardson (1968)